# الرحل (إشبيلية)
الرَّحَل هي بلدية في إشبيلية في مقاطعة الأندلس في إسبانيا. تقع في جنوب شرق إشبيلية. تُعرف هذه المدينة أيضًا باسم " El Arahal " ، وقد تم التعرف عليها بهذا الاسم حتى عام 1981.